# Anna Baumbach
Anna Baumbach, slovenska farmacevtka, * 1776, Celje † 19. marec 1876, Celje, Habsburška monarhija.

## Življenje
Rojena kot Anna Peer v ugledni celjski družini Peer se je s sedemnajstimi leti (1793) poročila z lekarnarjem Francem Xaverjem Baumbachom. Drugo lekarno v Celju sta zaprla, svojo osrednjo pa poimenovala v Lekarno pri orlu, s čimer se je pričel monopol izjemno urejene, dobro založene lekarne ter cenjene družine Baumbachov. V njunem času je začela delovati tudi podružnična, sezonska lekarna v Rogaški Slatini. Baumbachova sta imela sina Franca Ksavierja, ki je stopal po njuni poti, raziskoval mineralne vrelce ter nekaj let v solastništvu vodil lekarno, potem pa po sporu nadaljeval svojo lekarniško pot v Mariboru in Leobnu. Anin mož je umrl, na smrt bolan se je v mesto vrnil tudi sin in ji umrl v naročju. Takrat je njegovo smrt v pismu prijateljici primerjala s smrtjo zadnjega celjskega grofa. Brez potomcev je sama vsa leta odločno vodila lekarno do svoje smrti v stoprvem letu starosti in uspešno odbijala vse poskuse, da bi v Celju odprti še drugo lekarno. 
Druga, konkurenčna lekarna v Celju se je odprla leto dni po njeni smrti.